# Sinophiura multispina
Sinophiura multispina är en ormstjärneart som först beskrevs av Jean Baptiste François René Koehler 1922.  Sinophiura multispina ingår i släktet Sinophiura och familjen fransormstjärnor. Inga underarter finns listade i Catalogue of Life.